# AlmaLinux
Az AlmaLinux egy szabad, ingyenes és nyílt forráskódú Linux disztribúció, amelyet eredetileg a CloudLinux csapata hozott létre, hogy egy közösség által támogatott, üzleti felhasználásra is alkalmas, vállalati operációs rendszert biztosítson, amely binárisan kompatibilis a Red Hat Enterprise Linuxszal (RHEL). Az AlmaLinux első stabil kiadása 2021. március 30-án jelent meg.

## Története
2020. december 8-án a Red Hat bejelentette, hogy a CentOS Linux, a kereskedelmi Red Hat Enterprise Linux (RHEL) ingyenes downstream forkjának fejlesztését leállítják és hivatalos támogatását átalakítják, úgy, hogy a jövőben csak a CentOS Streamre összpontosítsanak, mely egy "gördülő kiadás", amelyet hivatalosan a Red Hat használ az RHEL frissítéseinek előzetes tesztelésére.
Válaszul a CloudLinux – amely a saját kereskedelmi Linux disztribúcióját, a CloudLinux OS -t is készíti – létrehozta az AlmaLinuxot, mint egy a közösség által támogatott szellemi utódja legyen a CentOS Linuxnak és célja a bináris kompatibilitás az RHEL jelenlegi verziójával. Az AlmaLinux béta verziója először 2021. február 1-jén jelent meg, az AlmaLinux első stabil kiadása pedig 2021. március 30-án jelent meg. Az AlmaLinux 8.x 2029-ig lesz támogatott. Számos vállalat, például az ARM, az AWS, az Equinix és a Microsoft is támogatja az AlmaLinuxot. 2021. március 30-án létrehozták az AlmaLinux OS Alapítványt, hogy átvegye az AlmaLinux fejlesztését és irányítását a CloudLinuxtól, amely évi 1 millió dolláros támogatást ígért a projekthez.
A disztribúció neve a portugál és spanyol nyelvű "alma" szóból ered, amely "lélek" szóból származik, amelyet a Linux közösség előtti tisztelgésként választottak.
2022. december 7-én bejelentették, hogy a CERN és a Fermilab az AlmaLinuxot biztosítja kísérleteihez szabványos operációs rendszerként.

## Kiadások
| Verzió | Kódnév              | Kiadási dátum | Kernel          | Architektúra                            |
| ------ | ------------------- | ------------- | --------------- | --------------------------------------- |
| 8.3    | Purple Manul        | 2021-03-30    | 4.18.0-240      | x86-64                                  |
| 8.4    | Electric Cheetah    | 2021-05-26    | 4.18.0-305      | x86-64, ARM64                           |
| 8.5    | Arctic Sphynx       | 2021-11-12    | 4.18.0-348      | x86-64, ARM64, ppc64le                  |
| 8.6    | Sky Tiger           | 2022-05-12    | 4.18.0-372      | x86-64, ARM64 (aarch64), ppc64le, s390x |
| 8.7    | Stone Smilodon      | 2022-05-10    | 4.18.0-425      | x86-64, ARM64 (aarch64), ppc64le, s390x |
| 8.8    | Sapphire Caracal    | 2023-05-18    | 4.18.0-477      | x86-64, ARM64 (aarch64), ppc64le, s390x |
| 8.9    | Midnight Oncilla    | 2023-11-21    | 4.18.0-513.5.1  | x86-64, ARM64 (aarch64), ppc64le, s390x |
| 8.10   | Cerulean Leopard    | 2024-05-28    | 4.18.0-553      | x86-64, ARM64 (aarch64), ppc64le, s390x |
| 9.0    | Emerald Puma        | 2022-05-26    | 5.14.0-70.13.1  | x86-64, ARM64 (aarch64), ppc64le, s390x |
| 9.1    | Lime Lynx           | 2022-11-17    | 5.14.0-162.6.1  | x86-64, ARM64 (aarch64), ppc64le, s390x |
| 9.2    | Turquoise Kodkod    | 2023-05-10    | 5.14.0-284.11.1 | x86-64, ARM64 (aarch64), ppc64le, s390x |
| 9.3    | Shamrock Pampas Cat | 2023-11-13    | 5.14.0-362.2.1  | x86-64, ARM64 (aarch64), ppc64le, s390x |
| 9.4    | Seafoam Ocelot      | 2023-11-13    | 5.14.0-427.13.1 | x86-64, ARM64 (aarch64), ppc64le, s390x |
| 9.5    | Teal Serval         | 2024-11-18    | 5.14.0-503.11.1 | x86-64, ARM64 (aarch64), ppc64le, s390x |
| 9.6    | Sage Margay         | 2025-05-20    | 5.14.0-570.12.1 | x86-64, ARM64 (aarch64), ppc64le, s390x |
| 10.0   | Purple Lion         | 2025-05-27    | 6.12.0-55.9.1   | x86-64, ARM64 (aarch64), ppc64le, s390x |

## Lásd még
- Rocky Linux, mely szintén a RHEL forrására épül, a a Rocky Enterprise Software Foundation (RESF) kezelésében
- Fedora Linux, az upstream projekt, amelynek a kódjából az AlmaLinux (is) származik